# Lorenzo Somis
Giovanni Lorenzo Somis (Torino, 11 novembre 1688 – Torino, 29 novembre 1775) è stato un violinista, compositore e pittore italiano del tardo barocco.

## Biografia
Detto L'Ardy o Ardito, come il padre e il fratello Giovanni Battista.
Il soprannome, che talvolta funge da cognome, e probabilmente legato a qualche compagnia militare o impresa di guerra, al tempo delle lotte contro la Francia tra il 1690 e il 1693.
Iniziò lo studio del violino con il padre, per poi trasferirsi a Bologna per 8 anni, dove probabilmente studiò pittura con Giuseppe Del Sole, e composizione e violino con Girolamo Nicolò Laurenti.
Ritornato a Torino fu nominato suonatore nella banda militare del Re di Sardegna il 24 aprile del 1724, e fu assunto come violinista nella Cappella Regia l'8 gennaio del 1732.
Mantenne l'incarico fino al 1770 anno in cui andò in pensione.
Fu attivo per concerti a Roma e nel Regno di Napoli. Nel 1753 si esibì con successo a Parigi.
Per quanto riguarda l'attività pittorica di Giovanni Lorenzo, si sa che lavorò in diverse residenze sabaude e che oltre vari dipinti realizzò molti ritratti.

## Opere
- Sonate per violino e basso continuo
- 6 Concerti per violino e orchestra d'archi
- Avertura à 4 in sol maggiore per 2 violini, viola e basso.